# Neo-uvaria
Neo-uvaria Airy Shaw – rodzaj roślin z rodziny flaszowcowatych (Annonaceae Juss.). Według The Plant List w obrębie tego rodzaju znajdują się 2 gatunki o nazwach zweryfikowanych i zaakceptowanych, podczas gdy kolejnych 5 taksonów ma status gatunków niepewnych (niezweryfikowanych). Występuje naturalnie w klimacie tropikalnym Azji Południowo-Wschodniej, szczególnie w Malezji i Indonezji. Gatunkiem typowym jest N. acuminatissima (Miq.) Airy Shaw. 

## Morfologia
PokrójZimozielone drzewa.
LiścieNaprzemianległe, pojedyncze, całobrzegie.
KwiatyPromieniste, rozdzielnopłciowe, zebrane po kilka w pęczki, rozwijają się w kątach pędów. Mają 3 wolne działki kielicha, nie nakładają się na siebie. Płatków jest 3, wolne, skórzaste, nienakładające się na siebie. Kwiaty mają 20–30 wolnych pręciki. Zalążnia górna, składająca się z 4–12 wolnych owocolistków, z których każdy zawiera jedną lub dwie komory.
OwocePojedyncze lub zebrane po 2–6 mieszki. Są siedzące.

## Systematyka
Pozycja według APweb (aktualizowany system APG III z 2009)
Rodzaj wraz z całą rodziną flaszowcowatych w ramach rzędu magnoliowców wchodzi w skład jednej ze starszych linii rozwojowych okrytonasiennych określanych jako klad magnoliowych.
Lista gatunków
- Neo-uvaria acuminatissima (Miq.) Airy Shaw
- Neo-uvaria parallelivenia (Boerl.) H.Okada & K.Ueda